# Терапиано, Юрий Константинович
Ю́рий Константи́нович Терапиа́но (9 (21) октября 1892, Керчь — 3 июля 1980, Ганьи под Парижем) — русский поэт, прозаик, переводчик и литературный критик «первой волны» эмиграции, организатор и участник ряда литературных объединений Парижа.

## Биография
Родился в семье Статского советника, полковника медицинской службы Торопьяно Константина Васильевича, старшего лекаря Керченского карантина и Софьи Андреевны Савицкой — действительного члена Керченского городского попечительства Мариинского детского приюта, помощницы попечительницы. Жила семья на Соборной площади, ныне это Пирогова 10-В.
Окончил Керченскую Александровскую гимназию в 1911 году, юридический факультет Киевского университета в 1916 году. Был знаком с О. Мандельштамом и М. Волошиным. В Киеве принимал активное участие в деятельности объединения «Х. Л. А. М.» (художники, литераторы, артисты, музыканты). В 1916 призван в армию. В 1917 окончил военное училище (школу прапорщиков) и в звании прапорщика начал службу в Москве. Затем направлен на Юго (Северо)-Западный фронт, участвовал в Первой мировой войне.
В конце лета 1919 после расстрела большевиками родителей Терапиано вступил в Добровольческую армию. Затем — в Вооружённых силах Юга России. В конце 1919 участвовал в Киеве в работе художественно-музыкального объединения «Х. Л. А. М.». Зимой 1919—1920 годов был ранен. 2 марта 1920 года освобождён от военной службы по инвалидности. Весной 1920 года жил в Феодосии, где входил в литературный кружок «Флак».
С 1920 года — в эмиграции. Два года провёл в Константинополе. Познакомился с представителями исламского Ордена Мевлеви (вращающихся дервишей). С 1922 года — во Франции. Один из основателей и первый председатель Союза молодых поэтов (1925). Член Парижского Союза русских писателей. Соредактор журналов «Новый корабль» (1927—1928) и «Нового дома» (1926—1927), участник собраний «Зелёная лампа» и «Круг». Постоянный автор газет «Новое русское слово» (1945—1955), «Русская мысль» (1955—1980), где вёл литературно-критический отдел. В 1947 году стал инициатором создания литературной группы «Муза», участвовал в её заседаниях. Редактор ряда антологий зарубежных поэтов. С 1955 году переехал с женой в Русский дом общества «Быстрая помощь» в Ганьи, выступал с лекциями на литературные, религиозные и философские темы.
На поэзию Терапиано в наибольшей степени повлияла эстетика «парижской ноты». В его первом сборнике также отразилось увлечение зороастризмом и восточной мистикой, начало которому положило его путешествие 1913 года в Персию.

Формально он соблюдает классическую форму стиха в акмеистской традиции и стремится глубже отодвинуть на задний план своё «я».— 
Видный деятель Ордена мартинистов и связанных с ним масонских лож в Киеве, Москве и Ялте. В начале 1930-х годов входил в русскую парижскую масонскую ложу «Юпитер» № 536 Великой ложи Франции. Затем вновь сосредоточился на работе в мартинистских организациях. С 1970 года представитель «российской ветви» мартинизма во Франции.
Опубликовал шесть сборников стихов, прозу; писал также критические статьи на русском и французском языках. Наиболее известен его мемуарный и литературно-критический сборник «Встречи» (1953), а также составленная им антология русской зарубежной поэзии «Муза диаспоры» (1966)
Умер в 1980 году.

## Сочинения

### Стихи
- Лучший звук. — München, 1926
- Бессонница. — Berlin, 1935
- На ветру. — Paris, 1938
- Странствие земное. — Paris, 1951
- Паруса. — Washington, 1965

### Проза
- Путешествие в неизвестный край (повесть). — Paris, 1946.
- Встречи. [Воспоминания.] — Нью-Йорк: Издательство имени Чехова, 1953.
- Самсара. — Москва: КриптограММа, Дельфис, 2015.

### Критика, воспоминания
- Предисловие к книге: «Муза диаспоры». — Frankfurt am Main: Possev-Verlag, 1960.
- Варианты (о предсмертных стихах Г. Иванова). Альманах «Мосты». — Мюнхен. № 6. 1961. С. 133—145.
- Об одной литературной войне (об отношениях В. Ходасевича и Г. Иванова). Альманах «Мосты». — München. № 12. 1966. С. 363—375.
- Литературная жизнь русского Парижа за полвека. — Paris; New York, 1987.
- О Юрии Терапиано в своей книге мемуарного характера «На берегах Сены» (1983) вспоминает Ирина Одоевцева.

### Публикации
- Ковчег: Поэзия первой эмиграции. / Сост., авт. предисл. и коммент. В. Крейд. — М.: Политиздат, 1991. — С.353—372. — 511 с.